# Salatın Əsgərova
Salatın Əsgərova (eingedeutscht Salatin Äsgärowa; * 16. Dezember 1961 in Baku, Aserbaidschanische SSR, UdSSR; † 9. Januar 1991 im Dorf Böyük Qaladərəsi, Autonome Oblast Bergkarabach, Aserbaidschanische SSR) war eine sowjetisch-aserbaidschanische Journalistin.

## Biographie

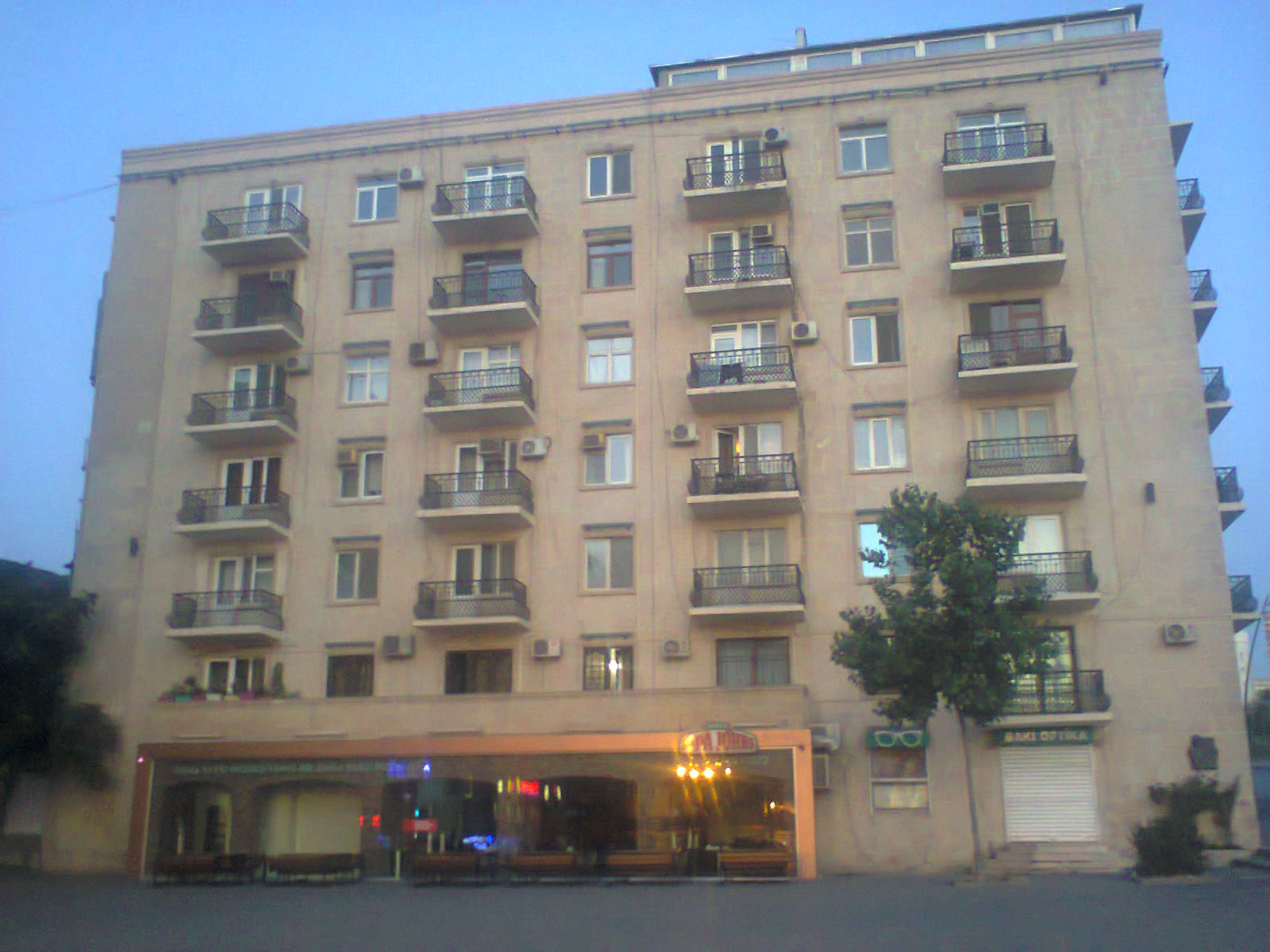
Das Gebäude in Baku, in dem Salatın Əsgərova wohnte

Əsgərova erwarb ihre Schulbildung an der allgemeinbildenden Bildungseinrichtung Nr. 18 benannt nach Mikayıl Müşfiq in Baku. 1979 ließ sie sich im Aserbaidschanischen Institut für Erdöl und Chemie (heute die Aserbaidschanische Staatliche Öl- und Industrieuniversität) einschreiben. Das Studium schloss sie als Diplom-Ingenieurin ab. Doch bereits während der Studienzeit entwickelte sie ein großes Interesse am Journalismus, dem sie im Nachhinein ihre künftige berufliche Laufbahn widmete.
Əsgərova begann ihre journalistische Karriere in der Zeitung „Baku“. 1988 wurde sie Reporterin der russischsprachigen Zeitung „Die Jugend Aserbaidschans“ (Russisch: “Молодежь Азербайджана”). Ab 1990 berichtete sie über die Ereignisse im Konfliktgebiet Bergkarabach. Als Kriegskorrespondentin befand sie sich stets an Brennpunkten und dokumentierte das Kriegsgeschehen unter gefährlichen Umständen vor Ort. Sie widersetzte sich damit dem Willen ihrer Familie und der journalistischen Kollegen, die Əsgərova vergeblich davon abbringen wollten, an die Front zu gehen.

## Ermordung
Am 9. Januar 1991 befand sich die 29-jährige Journalistin auf dem Weg von Laçın (Latschin) in die Stadt Şuşa (Schuscha), um die aktuellen Geschehnisse zu dokumentieren. In einem Militärfahrzeug fuhr sie in Begleitung dreier Offiziere der sich zu jenem Zeitpunkt noch in der Region befindlichen sowjetischen Truppen. In der Nähe des Dorfes Böyük Qaladərəsi (Böjük Galadäräsi) kamen die Reisenden plötzlich unter Beschuss der armenischen Militanten, die, wie die Ermittlungen später ergaben, mit ihren Maschinen- und Scharfschützengewehren insgesamt 113 Schüsse abgaben. Neben Əsgərova wurden auch Oberstleutnant Oleg Larionow, Major Igor Iwanow und Sergeant I. Gojek getötet. Larionow diente zuvor in der Provinz Qazax, wo seine Einheiten bis 1990 die aserbaidschanischen Bewohner des Dorfes Bağanis Ayrım vor armenischen Übergriffen verteidigten.
Als mutmaßliche Attentäter wurden vier Armenier – Arno Mkrtschjan, Hratschik Petrosjan, Arwid Mangasarjan und Gagik Arustamjan von der Generalstaatsanwaltschaft Aserbaidschans identifiziert und festgenommen. Sie alle wurden im August 1991 zur Todesstrafe verurteilt, jedoch einige Jahre später an Armenien überstellt.

## Andenken

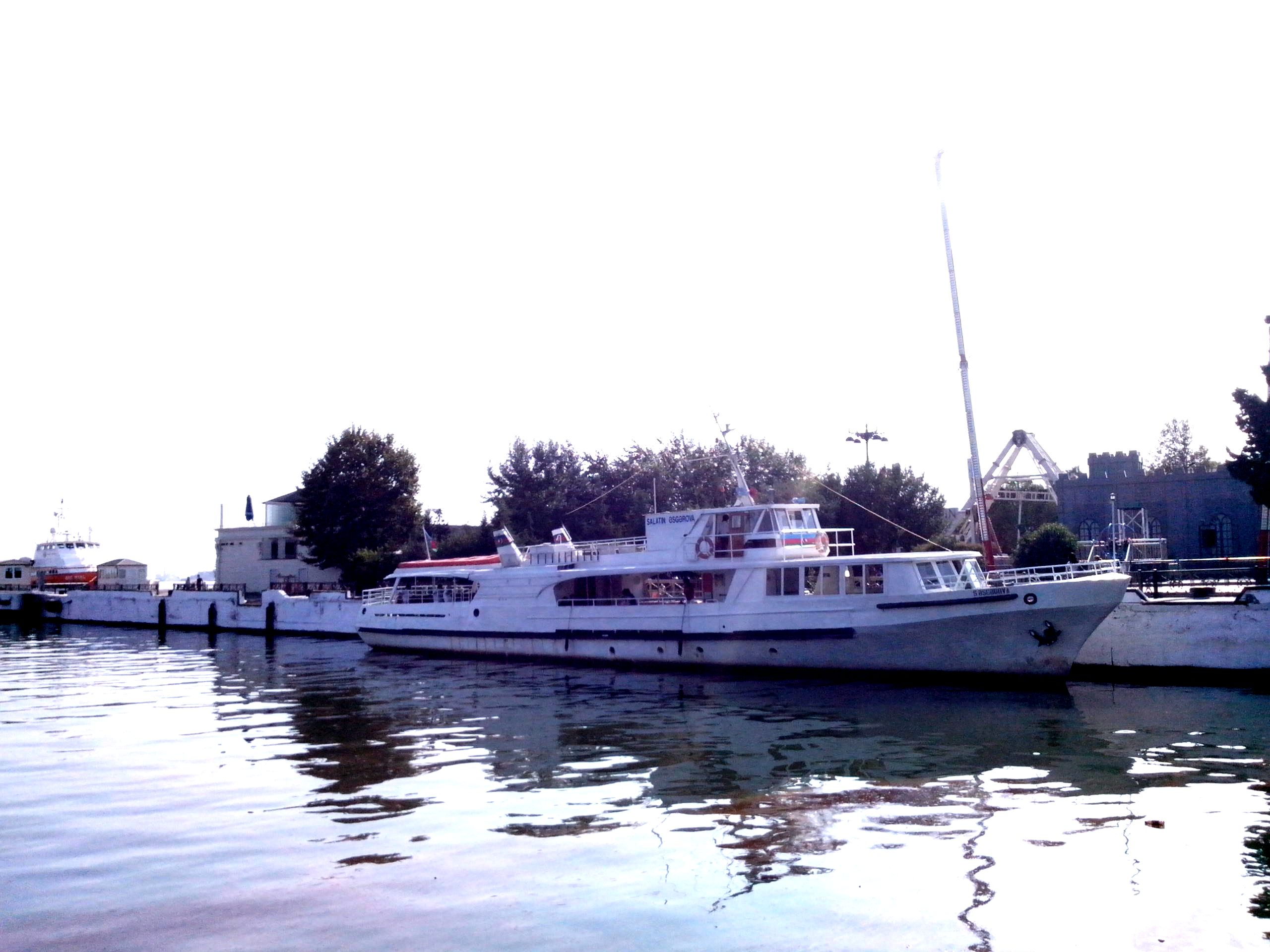
Schiff benannt nach Salatın Əsgərova

Der Grab von Əsgərova liegt in der Allee von Märtyrer (Fəxri Xiyaban) in Baku. Sie wurde posthum zur Nationalheldin Aserbaidschans erklärt.
Eine der zentralen Straßen Bakus trägt den Namen von Əsgərova.

## Privates
Əsgərova war verheiratet. Ihr Sohn Ceyhun ist wie seine Mutter im journalistischen Bereich tätig.